# Тепкин, Лувсан-Шарап
Лувсан-Шарап Тепкин (1875—1949) — шаджин-лама калмыцкого народа в 1928—1931 годах.

## Биография

### Ранние годы и образование
Лувсан-Шарап родился в 1875 году в ст. Денисовская, Сальского округа Донского казачьего войска в семье зажиточного донского казака-калмыка Дондока Тепкина из большого семейного рода Гексляхн (Бокшургахна аамг) кости хо-меркит . В юном возрасте Лувсан-Шарап, закончив станичное приходское училище, стал буддийским баньди в хуруле станицы Денисовской и, обучаясь у Менько Борманжинова который доводился ему родственником, получил посвящение в гелонги.
В 1903 году, стал бакшей (настоятелем) хурула родного аймака, сменившим на этом посту Борманжинова, ставшего Ламой донских калмыков. В 1908 году, по случаю юбилея дома Романовых, посетил Санкт-Петербург в составе калмыцкой делегации. В 1911 году Тепкин оставил настоятельство и уехал в Тибет, где оставался до конца 1922 года. В Лхасе Тепкин прошёл полный курс цанида и добился высокого положения при Далай-ламе XIII, став его личным советником (сойбуном) по делам управления Тибета.

### Деятельность в обновленческом движении
В 1922 году Далай-лама XIII отправил Тепкина в качестве собственного представителя вместе с советской экспедицией В. А. Хомутникова, возвращавшейся в РСФСР. Тепкин должен был встретиться с хамбо-ламой Агваном Доржиевым, и информировать его о положении дел в Тибете, а также передавать сведения Далай-ламе о российских событиях и о положении буддийского духовенства. В случае смерти Доржиева, Тепкин должен быть назначенным ему на смену.
Прибыв в Петроград, стал помощником Доржиева по управлению делами Тибетской и Монгольской миссий; жил при дацане Гунзэчойнэй Как и Доржиев, Тепкин активно участвовал в буддийском обновленческом движении; преподавал в Ленинградском институте живых восточных языков. Находясь в Петрограде, Тепкин совместно с Доржиевым провели большую подготовительную работу по созыву съезда буддистов Калмыцкой автономной области.
В 1926 году проходила подготовка к созыву I Всесоюзного Духовного собора буддистов под руководством Доржиева. Собор буддистов состоялся 20—28 мая 1927 года, на нём Тепкин выступил с докладом о положении буддизма в Калмыкии. В 1928 году на очередном съезде буддистов Калмыкии, по настоянию Доржиева, был избран Шаджин-ламой калмыцкого народа, как более грамотный и знакомый с декретами советской власти по отношению к верующим.
Занимал этот пост до 1931 года. После ареста НКВД в вину ему предъявили составление калмыцкого календаря на 1930 год группой астрологов Икичоносовского и Багачоносовского хурулов, в котором те предсказывали неблагоприятные моменты в жизни народа; он обвинялся, таким образом, в контрреволюционной деятельности по свержению нового строя. Был приговорён к расстрелу, заменённому на 10 лет пребывания в лагерях. Его осудили за связь с калмыцкой эмиграцией, с калмыцким эмигрантским «Союзом помощи буддистам России», с Калмыцкой комиссией культурных работников в Праге, переписку с её руководителем Б. Н. Улановым и получении оттуда калмыцких журналов «Хонхо»; был арестован и выслан в Узбекскую ССР.

### Последние годы
Срок отбывал в карагандинском лагере Казахской ССР, затем — в Акмолинске, в отделении совхоза ОГПУ «Гигант», где занимался переводами тибетской религиозной литературы на русский язык. Был освобождён в 1941 году и поселился в Караганде у знакомых калмыков. В 1946 году принимал участие в организации Центрального духовного управления буддистов СССР. Не позднее 1949 года, по приглашению своего племянника Тимофея, уехал из Казахстана в город Березники Пермской области, где вскоре скончался.

## Память
- Именем Лувсана Шарапа Тепкина названа улица в Элисте, Республика Калмыкия[3].